# Comuna Dîngeni, Ocnița
Comuna Dîngeni este o comună din raionul Ocnița, Republica Moldova. Este formată din satele Dîngeni (sat-reședință) și Grinăuți.

## Demografie
Conform datelor recensământului din 2014, comuna are o populație de 1.567 de locuitori. La recensământul din 2004 erau 1.752 de locuitori.

## Administrație și politică
Componența Consiliului local Dîngeni (9 consilieri), ales la 5 noiembrie 2023, este următoarea:
|  | Partid                                       | Consilieri | Componență | Componență | Componență | Componență | Componență | Componență |
|  | -------------------------------------------- | ---------- | ---------- | ---------- | ---------- | ---------- | ---------- | ---------- |
|  | Candidat independent VITALII DUDNIC          | 1          |            |            |            |            |            |            |
|  | Partidul Acțiune și Solidaritate             | 6          |            |            |            |            |            |            |
|  | Partidul Socialiștilor din Republica Moldova | 2          |            |            |            |            |            |            |